# Henry Doubleday (1808-1875)
Pour les articles homonymes, voir Henry Doubleday.
Henry Doubleday est un ornithologue et un entomologiste britannique, né le 1er juillet 1808 à Epping, Essex et mort le 29 juin 1875.

## Biographie
Il est le fils aîné de Mary et Benjamin Doubleday, négociant quaker à Epping. Lui et son frère, Edward Doubleday (1810-1849), passent leur enfance à récolter des animaux et des plantes dans la forêt d’Epping. Son cousin est l’horticulteur Henry Doubleday (1810-1902).
Doubleday voyage beaucoup à travers la Grande-Bretagne. Il fait notamment paraître A Nomenclature of British Birds (1838) et Synonymic List of British Lepidoptera (1847 à 1850) où il tente d’unifier la nomenclature des insectes du pays.

## Liste partielle des publications
- 1843 : Description de deux nouvelles espèces de Charaxes des Index orientales, de la Collection de M. Henri Doubleday. Annls. Soc. ent. Fr. (2) 1 (3) : 217-220, pl. 7, 8.

## Source
- Bo Beolens et Michael Watkins (2003). Whose Bird ? Common Bird Names and the People They Commemorate. Yale University Press (New Haven et Londres).